# Conicofrontia
Conicofrontia är ett släkte av fjärilar. Conicofrontia ingår i familjen nattflyn.
Kladogram enligt Catalogue of Life:
| Conicofrontia | \| \| Conicofrontia bipartita \| \| \| \| \| \| Conicofrontia dallolmoi \| \| \| \| \| \| Conicofrontia diamesa \| \| \| \| \| \| Conicofrontia sesamiodes \| \| \| \| |
|               | \| \| Conicofrontia bipartita \| \| \| \| \| \| Conicofrontia dallolmoi \| \| \| \| \| \| Conicofrontia diamesa \| \| \| \| \| \| Conicofrontia sesamiodes \| \| \| \| |
|               | Conicofrontia bipartita |
|               | |
|               | Conicofrontia dallolmoi |
|               | |
|               | Conicofrontia diamesa |
|               | |
|               | Conicofrontia sesamiodes |
|               | |